# Pentax Program A
Die Pentax Program A ist eine Kleinbild-Spiegelreflexkamera der japanischen Firma Asahi Optical K.K. Sie kam 1984 auf dem Markt und wurde bis 1988 produziert. Auf dem amerikanischen Markt wurde sie unter dem Namen Pentax Program Plus vertrieben.

## Allgemeines
Es handelt sich bei Pentax Program A / Program Plus um eine Kleinbild-Spiegelreflexkamera der japanischen Firma Asahi Optical K.K. für 135er-Film mit mittenbetonter TTL-Lichtmessung.
Als Objektivanschluss besitzt sie das Pentax KA-Bajonett, eine Variante des K-Bajonett, welches um elektrische Kontakte erweitert wurde.
Neben einer Programmautomatik, welche mit der A-Serie eingeführt wurde, besitzt sie auch die Zeitautomatik und verfügt des Weiteren über eine manuelle Nachführmessung. Eine feste X-Synchronzeit und der Bulb-Modus für Langzeitbelichtung ist ebenfalls vorhanden.
Wie auch ihrer Schwester, die Pentax Super A, welche die erste Kamera aus der A-Serie ist, sieht man ihr äußerlich die Nähe zur vorangegangenen Pentax-M-Serie, insbesondere da der ME-Super, an.
Hinzugekommen sind auf der rechten Seite an der Rückwand eine Kunststoffgriffschale für den Daumen und einem Memohalter für die Filmverpackungslasche. Entsprechend gegenüber auf der Vorderseite ist eine abschraubbare Griffschale montiert. Weiter hat sich der Prismendom vergrößert, ist kantiger geworden und hat ein Lichtfenster für die LCD-Anzeige im Sucher bekommen. Auf diesem sitzt auch der Zubehörschuh mit X-Synchronkontakt und zwei weiteren Steuerkontakten für Blitzgeräte.

## Daten und Ausstattungsmerkmale

### Bedienelemente
Auf der Oberseite der Kamera befindet sich auf der rechten Schulter der Programmwählschalter mit den Einstellungen (von vorne gegen den Uhrzeigersinn gedreht) LOCK zum Ausschalten, AUTO für Programm- und Zeitautomatik, MAN. für die Zeiteinstellung bei Nachführmessung, 100/Blitzsymbol für die manuelle Blitzsynchro und B für Bulb.
Daneben befindet sich der Schnelltransporthebel mit darüber liegendem additiv zählendem Bildzählwerk
Auf der linken Schulter befindet sich die Filmrückspulkurbel, welche auch als Entriegelung für die Rückwand dient und das ISO-Wahlrad mit Entriegelungsknopf. In diesem ist auch die Belichtungskorrektur von 1/4 bis 4× integriert.
Auf der rechten Vorderseite befindet sich neben dem Spiegelkasten der Schalter für den elektronischen Zeitauslöser mit darüberliegender roter LED. Darunter befindet sich der Hebel zur Schärfentiefenkontrolle und unter diesem die Objektiventriegelung. Auf der linken Seite des Spiegelkastens befindet sich die PC-Blitzsynchronbuchse.
Auf der Unterseite befindet sich das Batteriefach, der Rückspülknopf, die Stativanschlussbuchse mit 1/4″ BSW-Gewinde und der Anschluss für einen motorischen Filmtransport.

### Verschluss
Der Verschluss der Program A stammt von Seiko und ist ein vertikal ablaufender Metall-Lamellen-Schlitzverschluss MFC E5.
Der Verschluss ermöglicht Zeiten von 15 s bis 1/1000 s, 1/100 s als Blitzsynchronzeit und Bulb. Er wird ausschließlich elektromagnetisch gesteuert.

### Sucher
Die Pentax Program A hat einen Pentaprismensucher mit Silberbeschichtung. Die Mattscheibe ist mit einem Schnittbildindikator und Mikroprismenring ausgestattet. Die Sucherabdeckung beträgt 92 % des Filmformates und bietet eine Vergrößerung von 0,82× bei einem 50-mm-Objektiv in Unendlichkeitseinstellung.

### Auslöser
Der Auslöser der Kamera ist ein elektromechanischer Taster mit zwei Druckpunkten auf der rechten Kameraschulter, leichtes antippen aktiviert die Belichtungsmessung, durchdrücken löst elektromagnetisch den Verschluss aus. Zusätzlich hat er ein Anschlussgewinde für einen mechanischen Fernauslöser.
Sie hat auch einen Selbstauslöser, dieser wird über einen Schalter auf der rechten Seite neben dem Spiegelkasten aktiviert und bietet eine elektronische Auslöseverzögerung von 12 Sekunden. Ausgelöst wird er über den Auslöser auf der rechten Schulter.

### Messsystem und Anzeigen
Die Kamera verfügt über eine mittenbetonte TTL-Offenblendmessung durch das Objektiv mittels einer Gallium-Fotodioden. Der Messbereich reicht von LW 1 bis LW 18.
Die Belichtungsanzeige erfolgt über eine LCD-Anzeige im unteren Sucherrahmen, beleuchtet wird dieses von einem Lichtfenster in der vorderen Schräge vom Pentaprismendom. Eine zuschaltbare Beleuchtung gibt es nicht, dies macht eine Ablesung im Dunkeln schwer.
Es werden die automatisch oder manuell eingestellten Belichtungszeiten, die automatisch eingestellten Blendenwerte, Bei manueller Nachführmessung die Lichtwerte der Über- oder Unterbelichtung, ein Blitzsymbol für die Blitzbereitschaft und ein P bei Programm-Automatik angezeigt. Bei Fehlbedienung erfolgt eine Anzeige durch ein E. Bei schwacher Batterie blinkt die Anzeige mit ca. 0,5 Hz.

### Energieversorgung
Die Kamera wird mit 2× 1,5-V-Silberoxid-Batterien SR44 oder einer 3-V-Lithium-Batterie CR1108 versorgt. Alternativ kann auch eine LR44/PX76A genutzt werden.

## Zubehör
- Neben den zur Kamera-Serie mit entwickelten A-Objektiven, mit denen alle Funktionen der Kamera genutzt werden können, können auch alle älteren Objektive mit K-Bajonett genutzt werden. Mit diesen stehen aber nur die Zeitautomatik, manuelle Nachführmessung, B und die 1/100 s zur Verfügung.
- Ebenso können Balgengerät, Zwischenringe mit entsprechender Einschränkung verwendet werden.
- Weiterhin sind systemkonforme Blitzgeräte nutzbar die über einen Blitzschuh verfügen mit X-Mittenkontakt, für die Funktionen der Blitzbereitschaftsanzeige und -Steuerung sind entsprechend Kontakte am Blitzgerät nötig.
- An der Kamera ist die Rückwand austauschbar gegen die Datenrückwände Dial-Data ME und Digital-Data M.
- Ebenso ist als Zubehör für die Program A auch der Winder ME II und der Motor-Drive-A aus der M-Serie ausgewiesen und nutzbar.